# Dallon Weekes
Dallon James Weekes (Verona, Missouri, 4 mei 1981) is een Amerikaanse zanger, songwriter, muzikant en platenproducer.
Weekes is vooral bekend als (oud-)lid van de Amerikaanse rockband Panic! at the Disco. Hij werd lid van de band nadat in 2011 Ryan Ross en Jon Walker de band hadden verlaten. Weekes vormt sinds 2016 als zanger-bassist met drummer Ryan Seaman het rockduo I Don't Know How But They Found Me.